# Mistænkt (film fra 1947)
 For alternative betydninger, se Mistænkt. (Se også artikler, som begynder med Mistænkt)
Mistænkt er en stumfilm fra 1947, instrueret af Holger Jensen efter eget manuskript. De medvirkende er børn og voksne fra Raadmandsgades Skole.

## Handling
Bankbud A. Petersen bor med sin kone og sine fire børn, Hans, Lise og Hanne, der går i skole, og den lille Ole, på Nørrebro. Det er en lykkelig familie, indtil faderen en dag bliver overfaldet af en røver, der stjæler en stor sum af bankens penge fra ham. Politiet vil ikke tro på hans forklaring, og han bliver fængslet, mistænkt for at have opdigtet overfaldet for selv at tilegne sig pengene. Så tager børnene affære.